# Belgium az 1980. évi téli olimpiai játékokon
Belgium az egyesült államokbeli Lake Placidben megrendezett 1980. évi téli olimpiai játékok egyik részt vevő nemzete volt. Az országot az olimpián 1 sportágban 2 sportoló képviselte, akik érmet nem szereztek.

## Alpesisí
Férfi
| Versenyző     | Versenyszám      | 1. futam      | 1. futam      | 2. futam      | 2. futam      | Összesítés | Összesítés |
| Versenyző     | Versenyszám      | Idő           | Hely.         | Idő           | Hely.         | Idő        | Helyezés   |
| ------------- | ---------------- | ------------- | ------------- | ------------- | ------------- | ---------- | ---------- |
| Didier Lamont | Lesiklás         |               |               |               |               | 1:57,57    | 34.        |
| Didier Lamont | Műlesiklás       | nem ért célba | nem ért célba | kiesett       | kiesett       | kiesett    | kiesett    |
| Didier Lamont | Óriás-műlesiklás | 1:32,54       | 53.           | 1:33,14       | 45.           | 3:05,68    | 47.        |
| Henri Mollin  | Lesiklás         |               |               |               |               | 1:55,83    | 33.        |
| Henri Mollin  | Műlesiklás       | 1:01,49       | 29.           | 57,40         | 24.           | 1:58,89    | 24.        |
| Henri Mollin  | Óriás-műlesiklás | 1:33,02       | 55.           | nem ért célba | nem ért célba | kiesett    | kiesett    |